# Stadhuis van Mechelen
Het stadhuis van Mechelen bevindt zich aan de oostzijde van de Grote Markt van Mechelen en bestaat uit drie delen:
- het Paleis van de Grote Raad;
- het belfort;
- de lakenhal.

Sinds 1914 doen de gebouwen dienst als stadhuis.

## Paleis van de Grote Raad
Het paleis werd gebouwd in 1526 door Rombout II Keldermans om er de Grote Raad van Mechelen in onder te brengen. Het gebouw werd echter nooit afgewerkt, geldnood belette om het af te werken voorbij het gelijkvloers. Dit gebouw bleef onafgewerkt gedurende bijna 400 jaar.
Tussen 1900-1911 werd het uiteindelijk dan toch, onder leiding van de architecten Van Boxmeer en Langerock, volgens de oorspronkelijke 16e-eeuwse plannen voltooid en het werd dus in neogotische stijl ingericht .
In het paleis vindt men een rijke trouw-, raad- en kolommenzaal en een 16e-eeuws wandtapijt over de slag van Tunis.

## Belfort
Het belfort staat op de lijst van het UNESCO-wereldcultuurerfgoed samen met de andere Belforten in België en Frankrijk. Het is een gotisch gebouw, uit de 14e eeuw en heeft diverse barokelementen uit de 17e eeuw.
De toren zelf werd nooit volledig afgewerkt zoals gepland. Daarnaast werd in 1526 de noordkant afgebroken om er het Paleis van de Grote Raad te bouwen.

## Lakenhal
De lakenhal werd gebouwd in de 14e eeuw en werd gebruikt voor de handel in textielproducten. In 1342 woedde er een brand en werd het drastisch verbouwd.